# خانه اپرای لوزان
خانه اپرای لوزان    یک خانه اپرا است که در لوزان سوئیس واقع شده است.   اپرای لوزان در  درازای تاریخ خود،هویتی بسیار قوی برای خود در جهان بین المللی اپرا  بر پاکرده است، جایی که به عنوان "کوچکترین تئاترهای بزرگ" شناخته می شود -  هویتی  که در گفته‌های هنرمندان، مردم و رسانه ها  با خشنودی پیاپی به گوش می‌رسد:

## تاریخچه
از سده ی  هژده میلادی ،  اپرا ی لوزان  Opéra de Lausanne جایگاه برجسته ای  در اپرا داشته است،  تا  آنحا که همانند اپرای پاریس  بسیاری آهنگسازان و هنرمندان ا پرا مانند گرتری، دونی، مونتسینی، روسو، گوسک، فیلیدور، دالایراک، پائیزیلو، پیچینی،  در آن برنامه داشته‌اند.
پس از انقلاب فرانسه ، در پیوند با برنامه‌های پیشنهادی  گروه‌های شرکت کننده،  تماشاگران اپرا  که پیش از آن اشراف بودند به طبقات دیگر جامعه گسترش یافت  وآنها فرصت یافتند تا اندکی پس از برپائی اپرا در سالنی با  هزار و یک‌صد  صندلی که  در خیابان کنونی دو لانگالری ساخته شده بود،  که  در این سال‌های نخستین  لا کمدی "La Comédie"  و یا سال دوپلکس   (تالاردوگانه) "salle Dupleix" خوانده  می‌شد ، از تماشا و  شنود اجراهای اپرا  خرسند شوند.
از سال  ۱۸۳۹مردم  لوزان می توانستند از اپراهائی مانند نرمای بللینی   Norma، دُن جُوانی موتزارت  Don Giovanni، دختر کرولال پُرتی‌چی اثر آوبر  La Muette de Portici، تفنگ‌دار اثر فن وبر   Der Freischütz، فیدیلیوی بتهمون   Fidelio، ربرت ابلیس اثر مِیِربیر  Robert le diable، خواب‌گردِ بللینی    La Sonnambula  ، بانوی سپید اثر بوالدیو La Dame Blanche، عروسی فیگاروی موتزارت Le nozze di Figaro، رومئو و ژولیت  گونود Roméo et Juliette،  سیندرلا (خاکسترک) روسینی La Cenerentola، کاپولت و مونتگیوی بللینی  I Capuletti e I Montecchi خوش‌نود شوند.
در سال  ۱۸۵۹، " لاکمدی" بسته شد و اجراهای اپرا  در  کازینو دودریه بورگ Casino de Derrière-Bourg،   در محل کنونی  بانک کانتونال وادواس Banque Cantonale Vaudoise برگزارمی شد.  سالنی کوچک و تنگ، با  تنها چهارصد صندلی و تجهیزاتی ناکارآمد که تنها می‌توانست کارهائی با چگونه‌گی  پایین‌تر ارائه دهد.
چنین بود که  مردم لوزان بسیج شدند تا مکانی را به دست آورند که بتواند اجراهایی را از  کارکرد‌های بزرگ دریافت کنند.
کازینو-تئاتر در  ده ماه  می  ۱۸۷۱ ا گشوده  شد
این  کازینو تماشاکده‌ئی به سبک ایتالیایی بود که  گراست  Grasset آن را تزئین  نموده بود و بورسک گریو  Borschgrave و  بایدو Bidau معماری درونی  آنرا  انجام داده بودند.  این تالار  هم آثار کلاسیک   و هم آثار مدرن اپرا را به مردم  لوزان ارائه می کرد. در سال  ۱۹۳۱، بازسازی کامل تماشاکده آغاز شد. اثاثیه و تزیینات اصلی جای خود را به سبکی  که امروزه آن را  آرت دکو   می‌خوانیم   داد. کازینو-تئاتر توانست هنایش خود را به جا نهد و پس از آن بود که  تماشاکده شهرداری  زاده شد!
بازگشایی  تماشاکده، شهرداری  در موسم اپرای بهاره  ۱۹۳۲،  دربرگیر  ریخت‌گیری  سه گروه بود : اپرا، کمدی-اپرا و  اپرت.  همچنین  یک گروه کر متشکل از چهل و دو خواننده  برپاشد.جشنواره اپرای ایتالیا  در سال ۱۹۵۵ به رهبری  مانوئل راث    و  یک سال پس  از آن در  ۱۹۵۶ جشنواره بین المللی لوزان  در تالار  نوی بولیو Beaulieu برگزار   شد.  موسم اپرا در تالار شهرداری  به بیش وکم تنها به  اپرت اختصاص داشت.

## آغازی‌ نو  در سال  ۱۹۷۱ و زاده شدن اپرای لوزان
با برپائی تماشاکده  دو ویدی  Theatre de Vidy و جدا شدن کانون دراماتیک از تماشاکده  شهرداری Theatre Municipal،  تماشاکده  اکنون تنها  به اجراهای  آهنگین  و رقص  پرداخت . در سال  ۱۹۷۲ جشنواره اپرای ایتالیا بسته شد. در سال  ۱۹۸۳، رنه اوفان کارگردانی تماشاکده را عهده دار شد
ودر سال  ۱۹۸۴، بنیاد هنرهای موسیقی،  آواز و  رقص  در این تماشاکده برپا  شد.
از آن پس بود که سرپرستان برآن شدند که تماشاکده  به تولید و نه صرفاً میزبانی اجراها  بپردازد. این  راه کار در برگیر  برپائی  گروهی  دائمی برای کارهای فنی،  گروهی دائمی‌مانند کُر، و همچنین  همراهی با ارکسترهای OCL و  سینفونیتا Sinfonietta بود.   سپس در سال ۱۹۸۴،موسم   آهنگینی و رقص جایگزین جشنواره بین‌المللی لوزان   شد. تمرین‌ها و نمایش‌ها   تماشاکده شهرداری را در نه ماه از سال به یک  کجای اجرا  دگرگون نمود. و چنین بود که  اپرای لوزان  زاده شد!
رنه آپان که    به   تماشاکده دو ژورات Théâtre du Jorat  در مزیرس Mézières سوئیس   بود،  بر آن شد که   موسم اپرای  ۱۹۸۵-۱۹۸۶  خود را با اپرای تاج‌گذاری پپه‌ئا    Le Couronnement de  Poppée  از مونته‌وردی  در آن تماشاکده چوبی  به پایان رساند. این رویداد به یک سنت تبدیل شد و از سال ۱۹۸۶ به   این سو ، همه پایان‌ها یا آغازهای   موسم‌های اپرای لوزان تا سال  ۱۹۹۹ در  تماشاکده   دو ژورات  بودد.

## کار بازسازیی دیگر در ۲۰۱۰
بخش‌های فنی و اداری ساختمان اپرای لوزان در ماه می  ۲۰۱۰ به دیگر بار بازسازی شد  و کارگردان اریک ویژیه ناچار شد اجراهای اپرا را به  تالار متروپل   و  تماشکده Beaulieu  انجام  دهد.
اپرای  بازسازی شده لوزان در ماه اکتبر  ۲۰۱۲  بازگشایی شد . تماشاکده‌ئی که دارای دفاتر مدرن، اتاق‌های رختکن، پشت صحنه و صحنه مجهز به جدیدترین تجهیزات فنی بود و امکان میزبانی و آفرینش آثاری را فراهم کرد که  در پیشاتر اجرای آنها  ناشدنی بود.  